# تیم ملی فوتسال اسلواکی
تیم ملی فوتسال اسلواکی نماینده اسلواکی در مسابقات بین‌المللی فوتسال و یکی از تیم‌های فوتسال اروپایی است.
براساس رده‌بندی فیفا تیم فوتسال اسلواکی جایگاه ۲۷ را در بین تیم‌های ملی فوتسال جهان دارد.